# Charles Gilmer
Pour les articles homonymes, voir Gilmer.
Charles Gilmer, né à Boulzicourt vers l'année 1530 et mort à Paris avant le 7 juillet 1593, est un théologien et universitaire champenois.

## Biographie
Il était installé, depuis neuf ans, professeur de rhétorique au collège de la Marche, lorsqu'il prononça, le 30 septembre 1565, un discours où il fait l'éloge de la poésie et de l'éloquence et les compare avec la philosophie.
Il fut nommé procureur de la Nation de France en 1563, puis de nouveau deux fois en 1580 et en 1585.
Il fut élu recteur de l'Université de Paris le 24 mars 1571.
Le 13 juin 1573 l'université le députa, avec trois autres, pour travailler à une réforme de l'université, de concert avec les cardinaux de Lorraine et de Bourbon. Il avait alors cessé d'être recteur de l'Université.
En 1576, il était déjà principal du Collège de Reims quand le Parlement de Paris lui en reconnait le titre.
Il fut de nouveau élu  recteur de l'Université, le 10 août 1578.
Il était le neveu de Nicolas Chesneau.

## Ses œuvres
- Caroli Gilmerii Carmen de pace et nuptiis Philippi II, Regis Hispaniarum, et primæ Henrici II, Galliarum Regis filia, Paris, 1559 in-8°, 485 p.
- Elegia in obitum Baptistae sapini, senatoris (Parisiensis) in quâ demortuus loquens introducitur ; per Car. Gilmerium Rhemensem, Paris : Annet Brière, 1562, in-4°, 3 p.
- Car. Gilmerii Rhemi oratio in classe Marchianorum habita, pridie cal. octobris 1565, Paris : Th. Richard, 1565, in-4°, 9 p.
- Cruenta syllogismorum dialecticorum pugna, heroicis versibus mandata : cum tribus tabulis syllogismorum, per Car. Gilmerium Rhemensem, scholœque Rhemensis Gymnasiarcham, Paris : Denis du Pré, 1576, in-4°
- Ad Jo. Buchœrum, rectorio magistratu se abdicantem, et Blasium Martinum eidem in rectoratu succedentem, Congratulatio, habita Lutetiœ anno 1581, per Car. Gilmerium sch. Rem. in acad. Paris., secundo primarium, Paris : Denis du Pré, 1581, in-8°, 10 p.
- Actii synceri Sannazarii de morte Christi Domini ad mortales lamentatio, Car. Gilmerii Rhemensis Annotationibus illustrata, Paris : Jean le Blanc, 1589, in-8, 16 folio. Les notes de Gilmer y ont plus d'étendue que le texte.